# Brismene socken

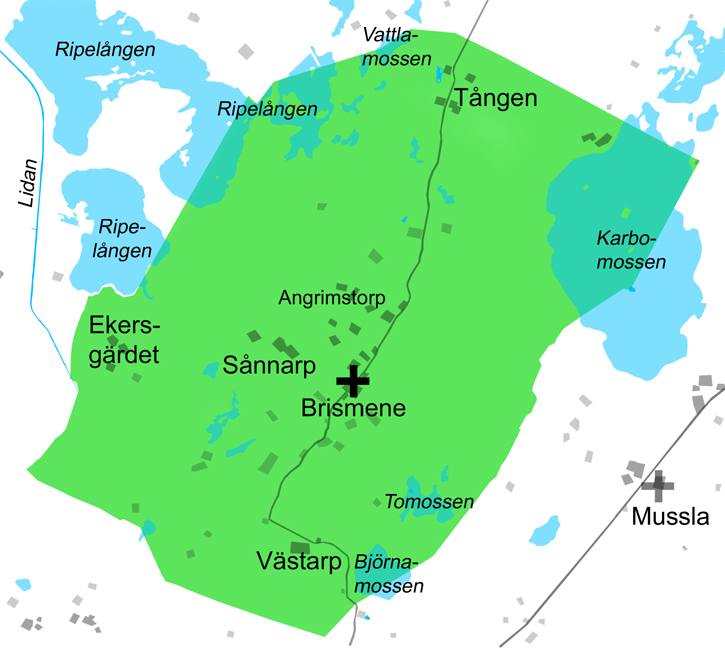
Karta över Brismene socken.

Brismene socken i Västergötland ingick i Frökinds härad, ingår sedan 1974 i Falköpings kommun och motsvarar från 2016 Brismene distrikt.
Socknens areal är 25,50 kvadratkilometer varav 25,49 land. År 2000 fanns här 106 invånare.  Kyrkbyn Brismene med sockenkyrkan Brismene kyrka ligger i socknen.

## Administrativ historik
Socknen har medeltida ursprung. 
Vid kommunreformen 1862 övergick socknens ansvar för de kyrkliga frågorna till Brismene församling och för de borgerliga frågorna bildades Brismene landskommun. Landskommunen uppgick 1952 i Frökinds landskommun som 1974 uppgick i Falköpings kommun. Församlingen uppgick 2002 i Kinneveds församling.
1 januari 2016 inrättades distriktet Brismene, med samma omfattning som församlingen hade 1999/2000.  
Socknen har tillhört län, fögderier, tingslag och domsagor enligt vad som beskrivs i artikeln Frökinds härad. De indelta soldaterna tillhörde Skaraborgs regemente, Vilska kompani och Västgöta regemente, Laske kompani.

## Geografi
Brismene socken ligger söder om Falköping. Socknen är en slättbygd med större mossar i öster och väster.

## Fornlämningar
Lösfynd och en hällkista från stenåldern är funna. Från järnåldern finns gravar och en rest sten.

## Namnet
Namnet skrevs på 1330-talet Brismini och kommer från kyrkbyn. Efterleden innehåller vin, 'betesmark; äng'. Förleden kan möjligen innehålla bresma, 'spricka'.